# Merk Sittich I von Ems zu Hohenems
Merk Sittich von Ems (Hohenems, 1466 – 1533) è stato un condottiero e mercenario austriaco.

## Biografia
Fu un famoso reclutatore, condottiero e comandante di lanzichenecchi tra la fine del XV e il XVI secolo; apparteneva a una famiglia dell'Austria meridionale, i Von Ems zu Hohenems, "specializzata" in quella attività.
Partecipò alle guerre dell'Imperatore Carlo V contro Francesco I di Francia. Combatté al comando dei suoi mercenari e al fianco dell'Imperatore in Ungheria e in Italia, dove nel 1525 i lanzichenecchi furono fondamentali per la vittoria asburgica della battaglia di Pavia.
Era fortemente conscio dell'importanza dei suoi fanti ben addestrati e dallo spirito di corpo fortissimo: abile nelle trattative commerciali come nel comando sul campo fu «duro, inflessibile e fortunato [...] nelle sue trattative con la casa d'Asburgo»; era infatti agli Asburgo, sovrani dell'Austria e signori feudali del von Ems, che il condottiero forniva le sue truppe mercenarie.
Ebbe tre figli maschi, due dei quali morirono giovani: Marquard (m. 1523) e Friedrich (m. 1525). Il terzo, Wolf Dietrich (1507-1538), si imparentò con la famiglia milanese dei Medici, da cui provenne il Papa Pio IV.